# Moravský Písek
Moravský Písek – gmina w Czechach, w powiecie Hodonín, w kraju południowomorawskim. Według danych z dnia 1 stycznia 2014 liczyła 2 131 mieszkańców.
W miejscowości jest stacja kolejowa Moravský Písek.